# جاهورینا
جاهورینا (به لاتین: Jahorina) یک رشته‌کوه در بوسنی و هرزگوین است که در Trnovo Municipality واقع شده‌است. جاهورینا ۱٬۹۱۰ متر بالاتر از سطح دریا واقع شده‌است.